# Гостиная сотня
Гостиная сотня (торговые люди гостиной сотни) — сословие Русского государства. 
Гостиная сотня появилась в конце XVI века. До этого гости и гостиная сотня составляли единое сословие. 
Гостиная сотня (как и все сословия Русского государства) делилась на людей лучших, середних и молодших (меньших). 
В Новгороде члены гостиной сотни назывались именитыми людьми. Они избирались в советы и назначались на различные должности. 
В отличие от гостей, члены гостиной сотни не имели права свободного выезда за границу и приобретения вотчин. Также члены гостиной сотни по очереди и по выбору исполняли различные обязанности. Гости были освобождены от выборов, а назначались на должности по указам царя. 
Однако, для представителей Гостиной сотни не исключалась возможность подняться по государственной службе до высоких должностей. Как пример, можно привести карьеру главы посольского приказа и печатника Алмаза Иванова.
Члены гостиных сотен могли беспошлинно приобретать съестных товаров по 60 руб на человека, имели право «безвыемочно» и «безявочно» держать в доме питьё. Они освобождались от суда воевод и дьяков. Гости и члены гостиной сотни судились в определённом приказе — при Алексее Михайловиче в Приказе Большой казны. Освобождались от тягла, накладываемого на посадских людей и чёрные сотни. 
За усердную службу люди гостиной сотни жаловались «гостиным именем» — т.е. получали жалованную грамоту и переходили в гости. 
Члены гостиных сотен отличались от гостей и людей суконной сотни «в чести». Гости получали высшие должности, а люди гостиной сотни были при них товарищами. Суконники назначались на ещё более низкую должность. Например, гость назначался таможенным головой, гостинник при нём старшим, а суконник — целовальником. 
Сотни образовывали самоуправляемые корпорации. Для управления избирались головы и старшины. 
Во время царствования Фёдора Ивановича в Москве было 350 членов гостиной сотни, в 1649 году было 158 членов, позднее их численность выросла до 200 человек. При этом учитывались только главы семейств, а привилегии сословия распространялись на членов семей: братьев, племянников и даже на приказчиков.
Гостиная и суконная сотни пополнялись из посадских людей и чёрных сотен. Переход в новое сословие был возможен с согласия сотен.
В 1720 году Пётр I учредил Купеческий Магистрат, городские жители были разделены на три гильдии. Гости и гостиная сотня были включены в купеческое сословие.